# Забрђе (Петровац)
Забрђе је насеље у Србији у општини Петровац на Млави у Браничевском округу. Према попису из 2022. било је 548 становника.

## Демографија
У насељу Забрђе живи 583 пунолетна становника, а просечна старост становништва износи 43,4 година (42,1 код мушкараца и 44,4 код жена). У насељу има 199 домаћинстава, а просечан број чланова по домаћинству је 3,60.
Ово насеље је великим делом насељено Србима (према попису из 2002. године), а у последња три пописа, примећен је пад у броју становника.
|  |

| Демографија | Демографија | Демографија |
| Година      | Становника  | Становника  |
| ----------- | ----------- | ----------- |
| 1948.       | 1.239       |             |
| 1953.       | 1.173       |             |
| 1961.       | 1.184       |             |
| 1971.       | 1.047       |             |
| 1981.       | 984         |             |
| 1991.       | 926         | 787         |
| 2002.       | 716         | 892         |
| 2011.       | 647         |             |

| Етнички састав према попису из 2002.‍ | Етнички састав према попису из 2002.‍ | Етнички састав према попису из 2002.‍ | Етнички састав према попису из 2002.‍ | Етнички састав према попису из 2002.‍ |
| ------------------------------------ | ------------------------------------ | ------------------------------------ | ------------------------------------ | ------------------------------------ |
|                                      |                                      |                                      |                                      |                                      |
| Срби                                 | Срби                                 |                                      | 712                                  | 99,44%                               |
| непознато                            | непознато                            |                                      | 0                                    | 0,0%                                 |

| Година пописа     | 1948. | 1953. | 1961. | 1971. | 1981. | 1991. | 2002. |
| ----------------- | ----- | ----- | ----- | ----- | ----- | ----- | ----- |
| Број домаћинстава | 267   | 257   | 282   | 239   | 230   | 211   | 199   |

| Број чланова      | 1  | 2  | 3  | 4  | 5  | 6  | 7  | 8 | 9 | 10 и више | Просек |
| ----------------- | -- | -- | -- | -- | -- | -- | -- | - | - | --------- | ------ |
| Број домаћинстава | 36 | 39 | 27 | 32 | 21 | 29 | 10 | 2 | 2 | 1         | 3,60   |

| Пол    | Укупно | Неожењен/Неудата | Ожењен/Удата | Удовац/Удовица | Разведен/Разведена | Непознато |
| ------ | ------ | ---------------- | ------------ | -------------- | ------------------ | --------- |
| Мушки  | 281    | 61               | 187          | 23             | 10                 | 0         |
| Женски | 320    | 52               | 184          | 74             | 10                 | 0         |
| УКУПНО | 601    | 113              | 371          | 97             | 20                 | 0         |

| Пол    | Укупно                    | Пољопривреда, лов и шумарство | Рибарство                            | Вађење руде и камена | Прерађивачка индустрија       |
| ------ | ------------------------- | ----------------------------- | ------------------------------------ | -------------------- | ----------------------------- |
| Мушки  | 174                       | 80                            | 0                                    | 0                    | 38                            |
| Женски | 126                       | 56                            | 0                                    | 0                    | 26                            |
| УКУПНО | 300                       | 136                           | 0                                    | 0                    | 64                            |
| Пол    | Производња и снабдевање   | Грађевинарство                | Трговина                             | Хотели и ресторани   | Саобраћај, складиштење и везе |
| Мушки  | 2                         | 1                             | 19                                   | 5                    | 8                             |
| Женски | 0                         | 1                             | 11                                   | 6                    | 2                             |
| УКУПНО | 2                         | 2                             | 30                                   | 11                   | 10                            |
| Пол    | Финансијско посредовање   | Некретнине                    | Државна управа и одбрана             | Образовање           | Здравствени и социјални рад   |
| Мушки  | 0                         | 0                             | 8                                    | 2                    | 7                             |
| Женски | 2                         | 1                             | 6                                    | 6                    | 6                             |
| УКУПНО | 2                         | 1                             | 14                                   | 8                    | 13                            |
| Пол    | Остале услужне активности | Приватна домаћинства          | Екстериторијалне организације и тела | Непознато            | Непознато                     |
| Мушки  | 3                         | 0                             | 0                                    | 1                    | 1                             |
| Женски | 1                         | 0                             | 0                                    | 2                    | 2                             |
| УКУПНО | 4                         | 0                             | 0                                    | 3                    | 3                             |